# Acquaviva Picena
Acquaviva Picena là một đô thị tại tỉnh Ascoli Piceno ở vùng Marche, Ý.
Acquaviva Picena có cự ly 80 km (50 dặm) về phía đông nam của Ancona và khoảng Ascoli Piceno khoảng 20 km về phía đông bắc.

## Các điểm tham quan chính
- Pháo đài Acquaviva, một trong những lâu đài lớn nhất ở Marche, được xây dựng lại bởi Baccio Pontelli trong thế kỷ 15
- Tháp đồng hồ
- Nhà thờ Mẹ của San Nicolòm được xây dựng vào thế kỷ 16
- Nhà thờ Romanesque của San Rocco (thế kỷ 13)
- Nhà thờ San Lorenzo (thế kỷ 17)